# NGC 2801
NGC 2801 este o galaxie spirală situată în constelația Racul. A fost descoperită în 17 februarie 1865 de către Albert Marth.